# Orlovec říční
Orlovec říční (Pandion haliaetus) je dravý pták z čeledi orlovcovitých, který je zároveň jediným druhem této čeledi. Jedná se o středně velkého dravce, dosahujícího délky 55–58 centimetrů a rozpětí křídel 145–170 centimetrů. Má hnědé opeření svrchní části těla a šedo-bílé opeření hlavy a spodní část těla s širokým černým proužkem přes oko.
Orlovci vyhovuje široká škála stanovišť, žije zejména v okolí mořských pobřeží a vnitrozemských vod (jezera a větší řeky), kde má dostatečnou zásobu potravy. Je možné jej nalézt na všech kontinentech s výjimkou Antarktidy, i když v Jižní Americe se vyskytuje pouze jako migrující druh. Celková evropská populace je odhadována asi na 9 tisíc párů.
Potrava orlovce říčního se skládá téměř výhradně z ryb, které loví při povrchu vodní hladiny. Lovu potravy je orlovec přizpůsoben jak fyzickými vlastnostmi, tak ojedinělým chováním při vlastním lovu a chytání kořisti. V důsledku těchto jedinečných vlastností je zástupcem vlastního taxonomického rodu a čeledi.

## Popis
Orlovec říční dosahuje hmotnosti 0,9–2,1 kilogramů a délky 50–66 centimetrů, s rozpětím křídel 127–180 centimetrů. Opeření svrchní části těla je tmavě a leskle hnědé, zatímco hruď je bílá, občas hnědě prokvetlá. Opeření spodní části těla je bílé. Bílá je i hlava orlovce, která má tmavou masku (proužek) přes oko, jenž se táhne směrem k zadní části krku. Oční duhovky jsou zlaté až hnědé a mžurka je světle modrá. Zobák je černý s modrým ozobím a nohy bílé s černými pařáty. Krátký ocas a dlouhá úzká křídla dávají orlovcovi velmi výrazný vzhled.
Samci a samice si jsou dosti podobní, rozdílem mezi dospělými jedinci je štíhlejší tělo a užší křídla u samce. Rozdílná bývá i hruď, která je u samců slabší než u samic a opeření spodní části křídel, jenž bývá u samců rovnoměrněji bledé. Jednodušeji lze pohlaví určit v páru než u samostatně žijícího jedince.
Pro orlovce říčního je při lovu typický složený tvar křídel, během něhož zároveň v poslední fázi přiblížení k vodní hladině vysune pařáty, kterými uchopí lovenou rybu. Jeho volání se projevuje se ostrými hvizdy ( volání orlovce).

## Areál
Orlovec říční je celosvětově rozšířený a je možné jej nalézt v oblastech mírného a tropického podnebí všech kontinentů s výjimkou Antarktidy. Areály výskytu orlovce v severní Americe jsou od Aljašky a Newfoundlandu po pobřeží Mexického zálivu, přičemž severoameričtí orlovci zimují v oblastech od jihu USA po Argentinu. Evropští orlovci se v letních měsících vyskytují v severních částech kontinentu v oblasti Skandinávie a Skotska (ne však na Islandu) a zimují v severní Africe. Jedinci žijící v Austrálii nemigrují a vyskytují se areálově podél pobřeží (nehnízdí však ve východní Victorii a Tasmánii). Na ostrovech v Tichomoří se vyskytuje na Bismarckových ostrovech, Šalomounových ostrovech, na Nové Kaledonii a fosilní pozůstatky dospělých a juvenilních jedinců byly nalezeny na ostrově Tonga, kde byl orlovec pravděpodobně vyhuben člověkem. Vzácně se též vyskytuje ve všech oblastech jižní Asie a jihovýchodní Asie od Myanmaru po Indočínu a jižní Čínu, Indonésii, Malajsii a Filipíny.

## Potrava
Potravu orlovce říčního tvoří z 99 % ryby. Obvykle se jedná o ryby o váze 150–300 gramů a délce 25–35 centimetrů. Váha se však může pohybovat od 50 do 2000 gramů. Příležitostně může orlovec lovit hlodavce, králíky, zajíce, obojživelníky, ostatní ptáky a malé plazy.

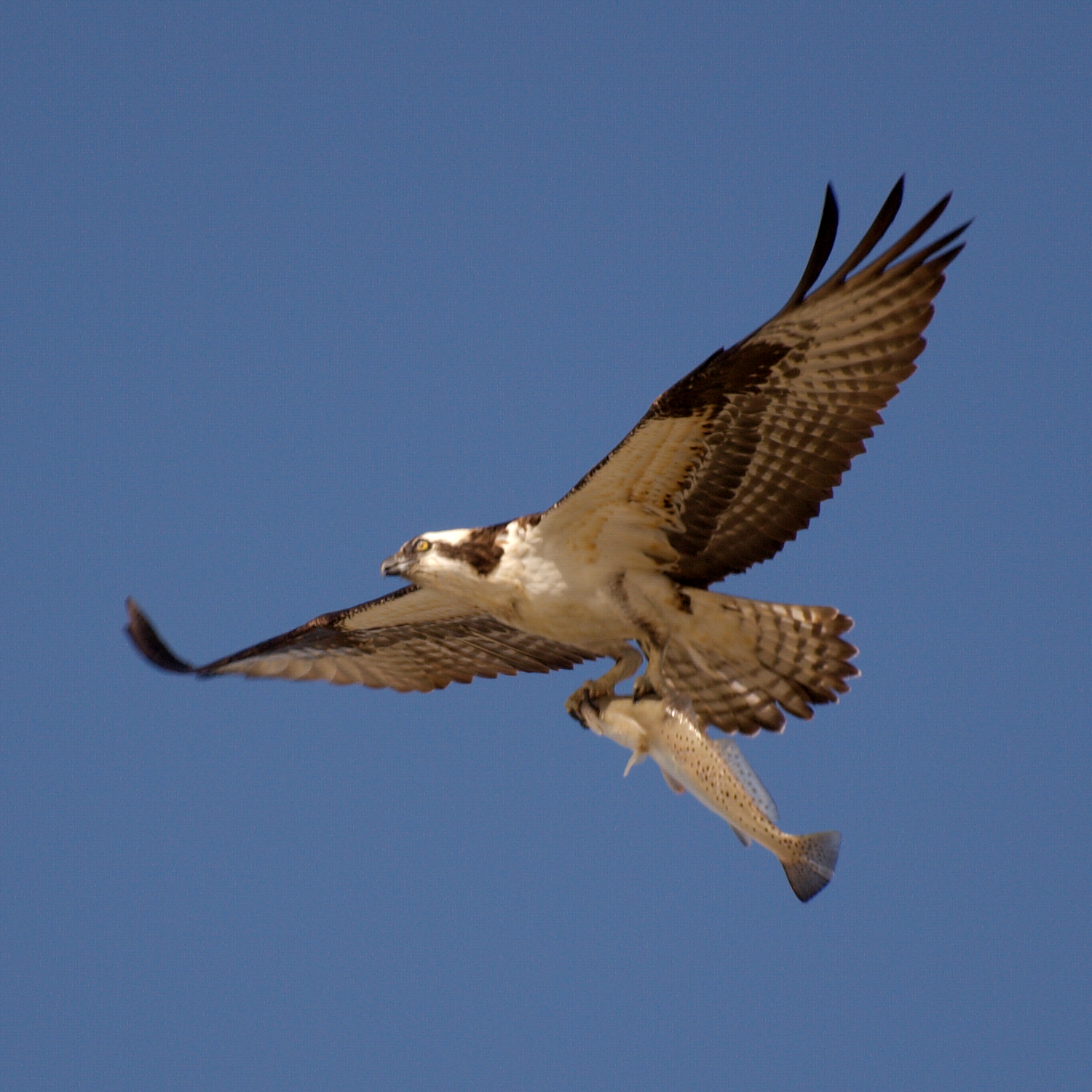
Orlovec s rybou

## Migrace
Evropští jedinci orlovce zimují v Africe, zatímco američtí a kanadští zimují v jižní Americe, přestože někteří severoameričtí jedinci zůstávají v jižních státech USA, jako je Florida či Kalifornie. Někteří orlovci z Floridy naopak do jižní Ameriky migrují. Australští orlovci tendence k migraci nemají.
Studie švédských orlovců zjistily, že samice migrují do Afriky dříve než samci. Rovněž tak orlovci během podzimní migrace uskuteční více mezipřistání. Variace načasování a trvání podzimní migrace je variabilnější než u jarní migrace. Přestože migrující orlovci létají převážně přes den, mohou v některých případech létat i ve temnějších částech dne, a to především při přeletech vodních ploch. V průměru denně urazí od 260 do 280 kilometrů, přičemž maximum denní vzdálenosti, kterou orlovci urazí je 431 kilometrů. Evropští jedinci mohou taktéž zimovat v jižní Asii, neboť byly zaznamenány případy, kdy v Norsku okroužkovaný orlovec byl spatřen v západní Indii.

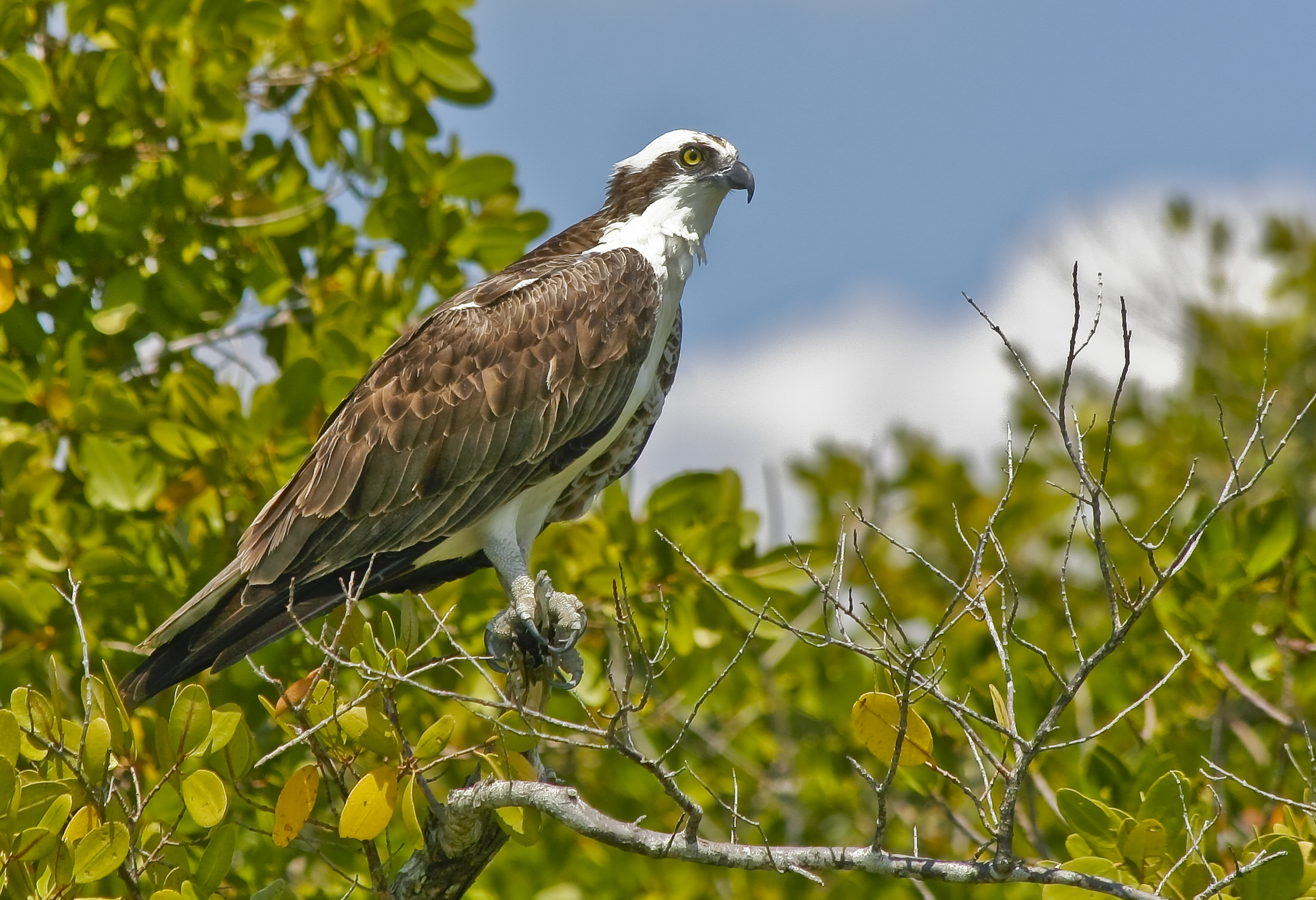
Orlovec říční
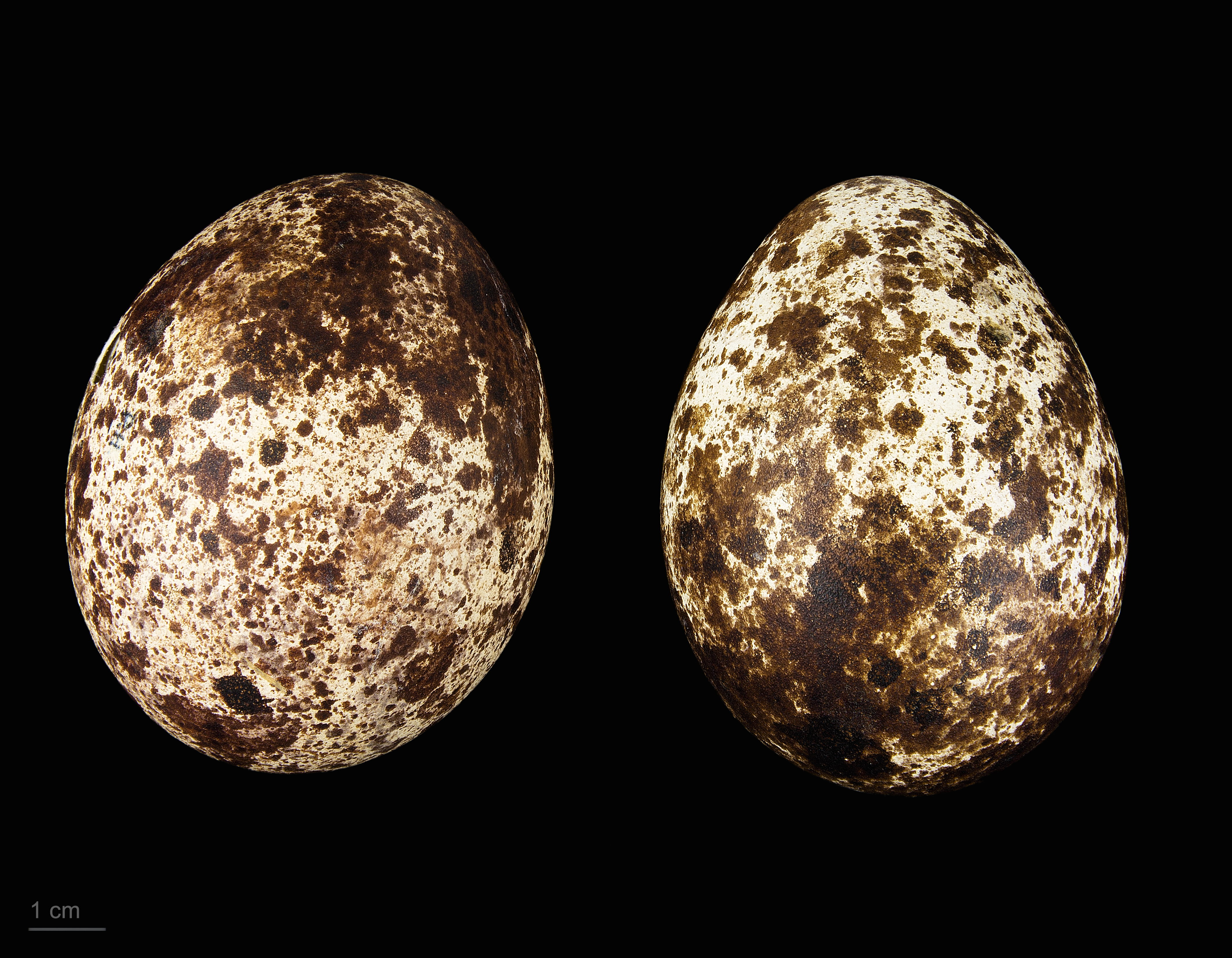
Vejce orlovce říčního (Pandion haliaetus)